# So finster die Nacht (Film)
So finster die Nacht (Originaltitel: Låt den rätte komma in, dt. Lass den Richtigen hinein) von Tomas Alfredson aus dem Jahr 2008 ist ein Horror-Drama über die Freundschaft zwischen einem introvertierten Jungen und einem androgynen Vampirkind in Schweden in Umsetzung des gleichnamigen Romans von John Ajvide Lindqvist. Die Hauptcharaktere Eli und Oskar wurden von Lina Leandersson und Kåre Hedebrant dargestellt.

## Handlung
Der zwölfjährige Oskar lebt 1982 mit seiner Mutter im winterlichen Blackeberg (Stockholm) in einer Wohnsiedlung. Der blonde, hellhäutige Junge wird von seinen Schulkameraden sehr gehänselt, und insgeheim hegt er mörderische Rachefantasien gegen seine Peiniger, die er aber nie auszuführen wagt. Eines Nachts zieht in die Nachbarwohnung ein älterer Herr mit einem jungen Mädchen ein. Nach Sonnenuntergang begegnet Oskar auf dem Hof dem schwarzhaarigen, blassen, androgynen Kind. Es stellt sich ihm als Eli vor und ist feminin-sommerlich bekleidet. Nach eigenen Angaben ist Eli „etwa zwölf“. Die Kinder freunden sich an, und der introvertierte Oskar verliebt sich zusehends in die seltsame Person.
Im Laufe der Geschichte stellt sich heraus, dass Eli ein Vampir und der ältere Herr, von dem Oskar annimmt, es sei der Vater, in Wahrheit sein Vertrauter, Helfer und Beschützer ist. Dieser muss für Eli das nötige Blut besorgen, indem er Morde begeht und die Opfer ausbluten lässt. Zugleich hadert Eli wegen ihrer Lebensweise und den zahlreichen Opfern mit ihrem Gewissen, denn auch Oskar droht immer wieder ihren Appetit zu wecken. Oskar fragt sie, ob sie mit ihm zusammen sein will, und Eli willigt nach einigem Zögern ein. Nach und nach gewinnt Oskar Elis Vertrauen und die beiden beginnen sich schließlich jeden Abend durch die Wand mit Morsezeichen zu verständigen. Als Eli herausfindet, dass Oskar von seinem Schulkameraden Conny und dessen Freunden schikaniert wird, fordert sie ihn auf, sich heftig gegen die Schikanen seiner Klassenkameraden zu wehren, und versichert ihm, dass sie ihn beschützen könne. Beim Schlittschuhlaufen schlägt Oskar Conny schließlich nieder, als dieser ihn erneut hänselt.
Die Jagdzüge von Elis Helfer sind in der neuen Umgebung nicht von Erfolg gekrönt: Bei seiner ersten Unternehmung tötet er zwar einen Mann, wird aber beim Sammeln des Blutes gestört und muss mit leeren Händen fliehen. Aus Hunger überfällt Eli daraufhin Jocke, den besten Freund seines Nachbarn Lacke, trinkt sein Blut und tötet ihn durch Genickbruch, um seine Verwandlung in einen Vampir zu verhindern. Seine Leiche wird an dem Tag, an dem sich Oskar endlich wehrt, von seinen Schulkameraden im Eis eingefroren gefunden.
Der nächste Beutezug des älteren Herrn geht katastrophal schief: Als dieser in der Umkleide einer Turnhalle gerade seinem Opfer die Kehle aufschneiden will, drohen Zeugen Türen und Fenster aufzubrechen. Er macht sich nun mit einem Einmachglas Säure unkenntlich, um Eli zu schützen. In derselben Nacht besucht Eli ihn im Krankenhaus im siebten Stock. Sie erlöst ihren bisherigen Beschützer von seinem Leid, indem sie sein Blut trinkt. Daraufhin stürzt er aus dem Fenster und stirbt.
Später führt Oskar Eli in einen Keller und besteht darauf, Blutsbrüderschaft mit ihr zu schwören. Beim Anblick des Blutes jedoch kann sich Eli nicht mehr beherrschen und beginnt, es vor Oskars Augen vom Boden aufzulecken, bevor sie aus Scham und Furcht um ihr Leben flüchtet. In ihrem Blutdurst überfällt sie wenig später Virginia, Lackes Freundin, wird aber von Lacke daran gehindert, sie zu töten. Virginia kommt ins Krankenhaus. Als sie begreift, was mit ihr passiert ist, begeht sie dort durch Sonnenlicht Selbstmord.
Trotz der dramatischen Enthüllung über Elis wahre Natur kann Oskar nicht von seiner Liebe zu ihr lassen und beschließt, ihr weiterhin beizustehen. Und diese Treue wird bald bitter nötig: Lacke findet Elis Identität heraus und sucht sie in ihrer Wohnung auf, um sie für den Tod seiner Liebsten zu bestrafen und zu vernichten. Oskar lenkt ihn jedoch ab, Eli wird daraufhin wach und tötet Lacke. Da Lackes Verschwinden zwangsweise Nachforschungen nach sich zieht, muss Eli weiterziehen und sie und Oskar sagen sich Lebewohl. Kurz darauf wollen Conny und sein älterer Bruder Oskars Gegenwehr vergelten. Sie zwingen Oskar im Schulschwimmbad unter Wasser, doch dann erscheint Eli, tötet Oskars Peiniger und rettet ihm so das Leben.
In der letzten Szene des Films reist Oskar als Elis neuer Partner im Zug mit einer großen Kiste im Gepäck. Aus dieser klopft Eli das Wort „Kuss“ (schwedisch: puss) in Morsezeichen, was Oskar durch Klopfen beantwortet.

## Hintergründe
Der Film, dessen Name auf Morrisseys Lied Let the Right One Slip In zurückgeführt wird, wurde in Blackeberg, Boden, Bromma (Stockholm) und Luleå in Schweden gedreht. Weltweit hat So finster die Nacht 11 Millionen US-Dollar eingespielt.
Im Gespräch mit dem Tagesspiegel führte der Regisseur Tomas Alfredson zu den Motivationen aus: „Buchautor Ajvide Lindqvist hatte als Kind eine sehr harte Zeit. Ich selbst hatte in diesem Alter ähnliche Probleme, folglich konnte ich die Handlung gut nachvollziehen. […] Gehänselte Kinder werden nicht so traurig, wie man gemeinhin denkt. Sie werden eher wütend. […] Eli ist eine komplexe Persönlichkeit. Sie ist grausam, aber sie ist nicht bösartig“, bezüglich der Auslassungen erklärte er: '„Würde man zu viel Licht auf die Vampir-Vorgeschichte werfen, bekäme sie Risse. […] Schweigt man hingegen über diese Dinge, wird das Ganze komplexer und damit interessanter“.
Die hell und sanft sprechende Lina Leandersson wurde in der ursprünglichen schwedischen Fassung mit tieferer Stimmlage nachsynchronisiert.

## Neuverfilmung
Am 1. Oktober 2010 erschien in den Vereinigten Staaten und Kanada eine Neuverfilmung des Regisseurs Matt Reeves unter dem Namen Let Me In. In den Hauptrollen spielten mit Chloë Moretz und Kodi Smit-McPhee zwei international bekannte Kinderstars.

## Rezeption
- „Der schwedische Regisseur Tomas Alfredson […] bezeichnet seinen kühl inszenierten Film selbst als ‚eindeutig schwedisch‘. […] Die fast meditative Erzählung verleiht dem Film einen spröden Realismus […] Wie wirkungsvoll und grausam es sein kann, gewalttätige Details gerade nicht zu sehen, sollte man sich selbst im Kino ansehen.“ – Jörg Buttgereit, epd Film[8]
- „Schockmomente kommen vor, aber sie sind eben gerade nicht spektakulär, sondern werden in Hoyte van Hoytemas Bildern von der Nacht auch schon wieder verschluckt, kaum dass sie sich angedeutet haben.“ – Christoph Egger, NZZ[9]
- „[eine] schaurig-traurige Geschichte […] Für seine Interpretation des Vampirthemas hat Tomas Alfredson einen verblüffend unsentimentalen Stil gefunden. […] Coming of age, Romantik, Horror, Rache, Komik und Trauer“ – Intro[10]
- „der Film selbst sieht beinahe gefroren aus […] Einige Tiere spielen auch eine Rolle, und überhaupt viel Vorwand zum Lachen. [… Alfredson] sieht seine sorgfältig aufgestellte kleine Welt durch und durch humoristisch, und nimmt dennoch die morbide Pein seiner jungen Charaktere ganz ernst.“ – Manohla Dargis, The New York Times[3]
- „Zwölf sein ist ohnehin schon Mist. Dazu noch geschiedene Eltern haben, der Hackblock für die Klassenkameraden sein und den Winter in einer schwedischen Trabantenstadt verbringen – mehr braucht's eigentlich nicht für einen Horrorfilm. […] Oskar ist komisch, Eli ist komisch, beide sind einsam – das sind starke Gemeinsamkeiten. […] Eine Meditation über das Dunkle in uns und im Leben mit den anderen.“ – Peter Uehling, Berliner Zeitung[11]
- „Das Vampirtopos ist […] unter einen Trivialitätsverdacht geraten. […] Eine wahrhaft grausige Angelegenheit; rührt doch das Topos Vampir mit seinen Leben und Tod vereinenden Wesensmerkmalen, zu denen auch explizite Sexualität und die Liebe gehören, in komprimierter Form an elementarste menschliche Erfahrungswelten, an die Kern-Triebkräfte der conditio humana. […] Seit Philip Ridleys Meisterwerk Schrei in der Stille ist dies der erste Vampirfilm, der die Bedeutung des zugrundeliegenden Topos richtig erkennt“ – Werner Busch, Schnitt – Das Filmmagazin[12]
- „hier sehen wir die Geburt zweier Großschauspieler.“ – Manifest – Das Filmmagazin[13]
- „als hätte sich Anne Rice entschieden, eine Geschichte von Astrid Lindgren zu schreiben.“ – Fantasy Filmfest[14]
- „Der Film bedient sich der Figuren des Coming-of-age Films und der Dramaturgie des Liebesfilms, vor allem aber der durch die Populärkultur vermittelten Mythologie des Vampirismus.“ – Nadja Ben Khelifa, critic.de[15]
- „So finster die Nacht lebt vom weißblonden, blauäugigen Kare Hedebrant und der unergründlich alterslosen Lina Leandersson, die mit unendlich traurigen Augen wie ein Zigeunerkind barfuß durch den Schnee wandelt und es schafft, dass man ihr die unschuldige erste Liebe genauso abnimmt wie die blutdurstige Jägerin, die sich seit Jahrhunderten an ihren Opfern labt.“ – Michael Althen, Frankfurter Allgemeine Zeitung[16]

Für das Lexikon des internationalen Films handelt es sich um „eine Fabel für Erwachsene […] um Opfer-Täter-Dynamik, Wut und Einsamkeit“. Zusammenfassend sprechen die Kritiker bei der leidenschaftlich kalten, bleichen „Liebesgeschichte unter Zwölfjährigen, von denen einer schon sehr lange zwölf ist“, vielfach von Statik und visueller Kälte, und sehen sie als funktionierende Genremixtur, als ruhig und realistisch erzählt, und bezüglich der Grausamkeiten als zurückhaltend. Einzelne Autoren erinnerte die Plattenbausiedlung an Kieślowski, die Randfiguren an den „Lakomiker“ Kaurismäki. Das Film Journal International rezensierte „eine Gruft von einem Film“. Die programmatisch betitelte Webseite Bloody Disgusting fürchtete, je nach Erwartungshaltung könnte eher die ruhige Geschwindigkeit einige Leute verschrecken. Andrew O’Hehir lenkt noch das Augenmerk darauf, dass im Grunde nichts erklärt wird, nicht Vorgeschichte, nicht die Regeln des Vampirfilms. In gewohnt deutlichen Worten ist er für Harry Knowles von Ain’t It Cool News der beste Film von 2008.
2016 belegte So finster die Nacht bei einer Umfrage der BBC zu den 100 bedeutendsten Filmen des 21. Jahrhunderts den 94. Platz.

## Auszeichnungen
Insgesamt erhielt der Film 60 Filmpreise und 17 weitere Nominierungen, davon:
Europäischer Filmpreis 2009nominiert in den Kategorien Bester europäischer Film, Beste Filmmusik und für den Publikumspreis
Göteborg Film Festival 2008„Nordic Film Prize“ in der Kategorie Best Film für Tomas Alfredson und „Nordic Vision Award“ in der Kategorie Best Cinematography für Hoyte van Hoytema
Guldbagge 2009Beste Regie, Kamera, Drehbuch und Preis für besondere Leistungen (Bester Ton)
Sitges – Catalonian International Film Festival 2008„Grand Prize of European Fantasy Film“ in Gold in der Kategorie Best Film für Tomas Alfredson
Tribeca Film Festival 2008Auszeichnung in der Kategorie Best Narrative Feature
BAFTA-Award 2010nominiert als Bester nicht-englischsprachiger Film
British Fantasy Award 2010Auszeichnung als bester Film